# Станіслав Ревера Потоцький
Станіслав «Ревера» Потоцький (пол. Stanisław «Rewera» Potocki; 1589 — 27 лютого 1667) —  польський шляхтич, воєначальник, урядник та державний діяч Речі Посполитої, магнат.
Воєвода брацлавський (1631), подільський (1636), київський (1653), гетьман польний та великий коронний. Можливо, на його честь названо місто Станиславів (нині — Івано-Франківськ). Брав участь у 46 битвах. 

## Родовід
|  |                            |  |  |  |  |  |  |  |  |  |  |  |  |  |  |  |
|  | Яков Потоцький             |  |  |  |  |  |  |  |  |  |  |  |  |  |  |  |
|  |                            |  |  |  |  |  |  |  |  |  |  |  |  |  |  |  |
|  |                            |  |  |  |  |  |  |  |  |  |  |  |  |  |  |  |
|  | Миколай Потоцький          |  |  |  |  |  |  |  |  |  |  |  |  |  |  |  |
|  |                            |  |  |  |  |  |  |  |  |  |  |  |  |  |  |  |
|  |                            |  |  |  |  |  |  |  |  |  |  |  |  |  |  |  |
|  | Катерина Ємельніцька       |  |  |  |  |  |  |  |  |  |  |  |  |  |  |  |
|  |                            |  |  |  |  |  |  |  |  |  |  |  |  |  |  |  |
|  |                            |  |  |  |  |  |  |  |  |  |  |  |  |  |  |  |
|  | Андрей Потоцький           |  |  |  |  |  |  |  |  |  |  |  |  |  |  |  |
|  |                            |  |  |  |  |  |  |  |  |  |  |  |  |  |  |  |
|  |                            |  |  |  |  |  |  |  |  |  |  |  |  |  |  |  |
|  | Андрей Чермєнський         |  |  |  |  |  |  |  |  |  |  |  |  |  |  |  |
|  |                            |  |  |  |  |  |  |  |  |  |  |  |  |  |  |  |
|  |                            |  |  |  |  |  |  |  |  |  |  |  |  |  |  |  |
|  | Анна Чермєнська            |  |  |  |  |  |  |  |  |  |  |  |  |  |  |  |
|  |                            |  |  |  |  |  |  |  |  |  |  |  |  |  |  |  |
|  |                            |  |  |  |  |  |  |  |  |  |  |  |  |  |  |  |
|  | Пані Чермєнська            |  |  |  |  |  |  |  |  |  |  |  |  |  |  |  |
|  |                            |  |  |  |  |  |  |  |  |  |  |  |  |  |  |  |
|  |                            |  |  |  |  |  |  |  |  |  |  |  |  |  |  |  |
|  | Станіслав Ревера Потоцький |  |  |  |  |  |  |  |  |  |  |  |  |  |  |  |
|  |                            |  |  |  |  |  |  |  |  |  |  |  |  |  |  |  |
|  |                            |  |  |  |  |  |  |  |  |  |  |  |  |  |  |  |
|  | Флоріан П'ясецький         |  |  |  |  |  |  |  |  |  |  |  |  |  |  |  |
|  |                            |  |  |  |  |  |  |  |  |  |  |  |  |  |  |  |
|  |                            |  |  |  |  |  |  |  |  |  |  |  |  |  |  |  |
|  | Софія П'ясецька            |  |  |  |  |  |  |  |  |  |  |  |  |  |  |  |
|  |                            |  |  |  |  |  |  |  |  |  |  |  |  |  |  |  |
|  |                            |  |  |  |  |  |  |  |  |  |  |  |  |  |  |  |
|  | Пані П'ясецька             |  |  |  |  |  |  |  |  |  |  |  |  |  |  |  |
|  |                            |  |  |  |  |  |  |  |  |  |  |  |  |  |  |  |
|  |                            |  |  |  |  |  |  |  |  |  |  |  |  |  |  |  |

## Біографія
Другий син каштеляна Кам'янця-Подільського Анджея Потоцького (бл. 1553—1609) і його першої дружини Зофії з П'ясецьких гербу Яніна (або гербу Забава[джерело?]). Вихований, як і його батько, кальвіністом. Навчався спочатку в Польщі, з 1602 р. у Базелі, з 1606 р. в Лейденському університеті, також у Франції та Нідерландах. Близько 1612 p. перейшов з кальвінізму на католицтво. Отримав значні земельні маєтки в Галичині і на Поділлі. Своє прізвисько отримав через звичку повторювати «re vera» (з латини — «істинно»).

## Кар'єра

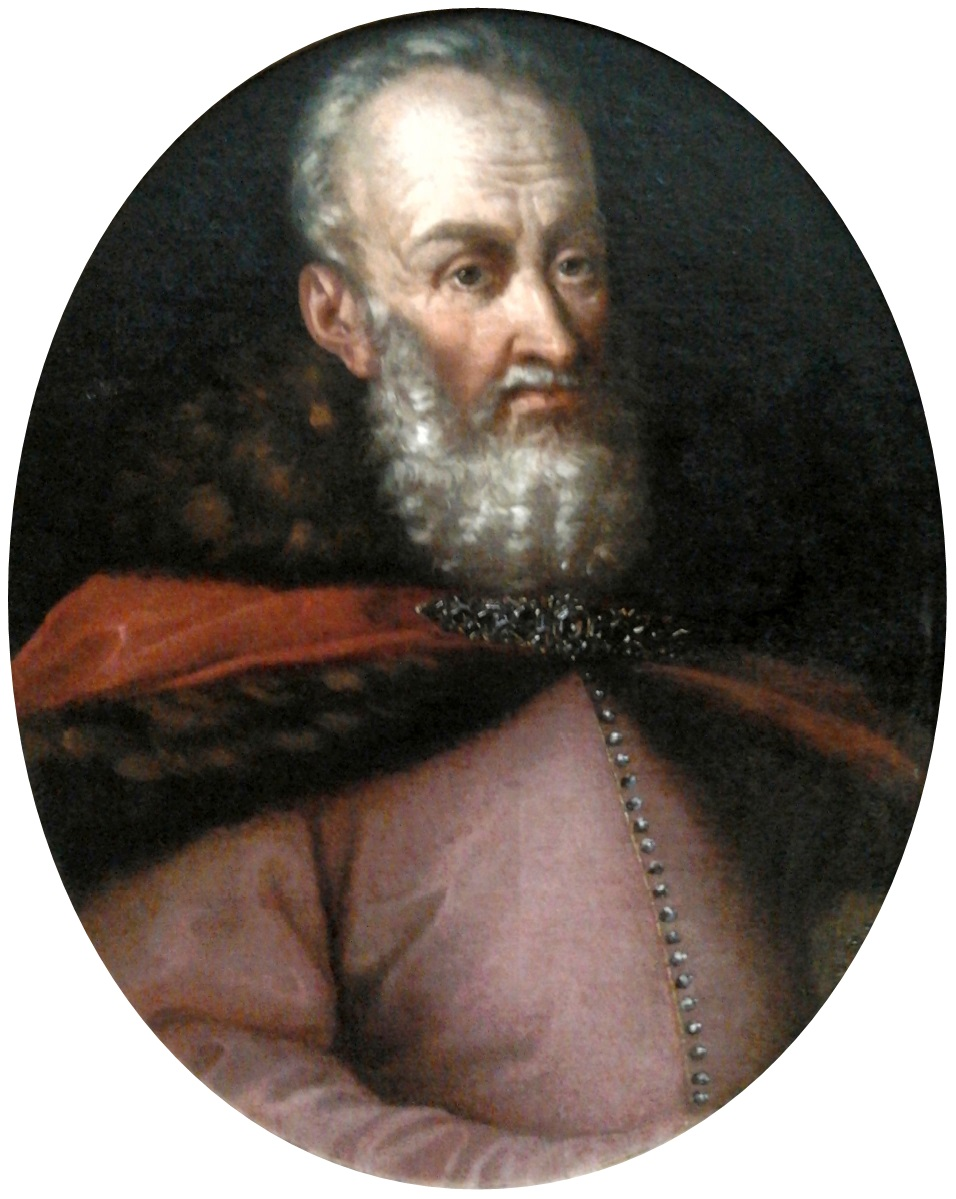
Станіслав Ревера Потоцький. Портрет в старших роках

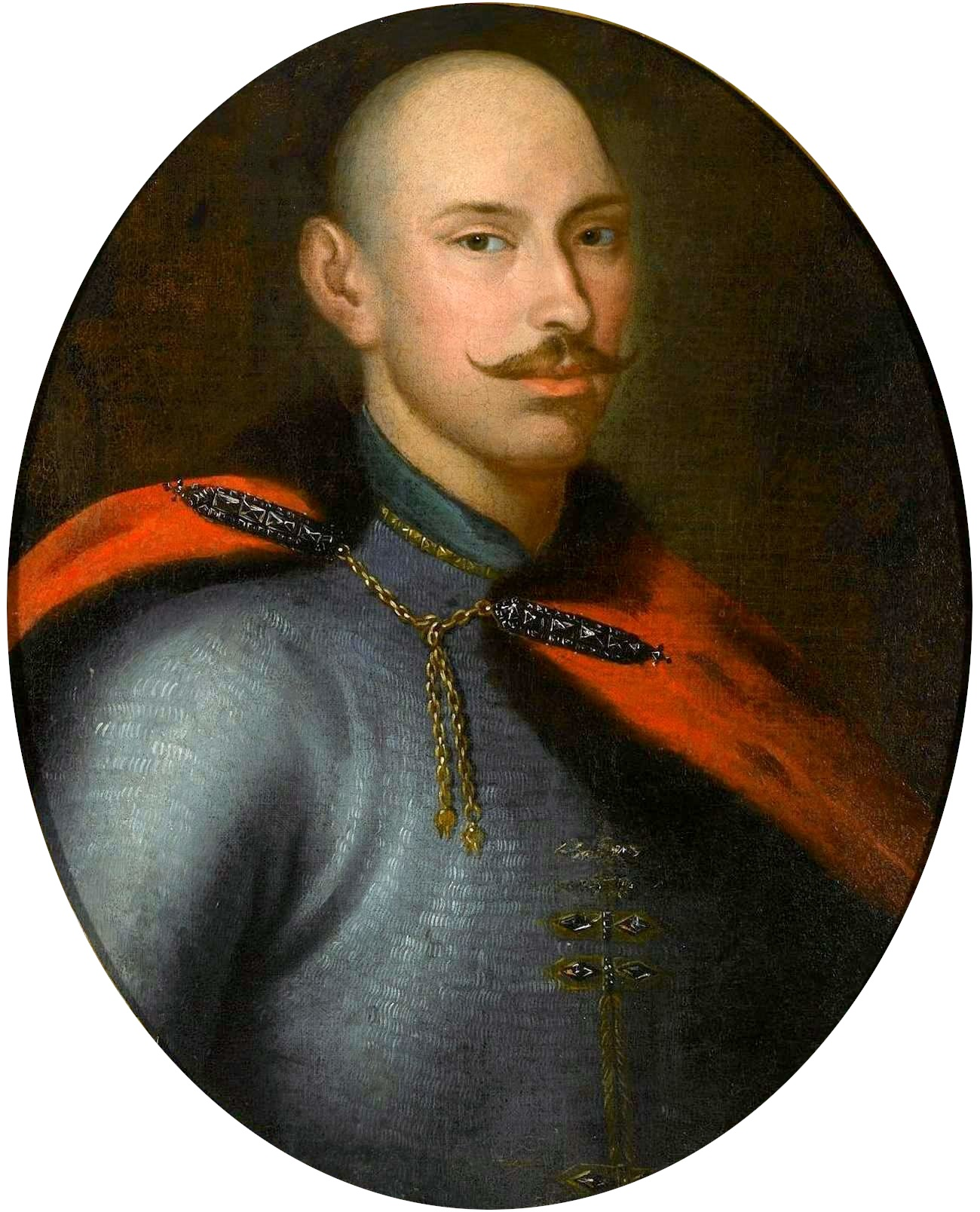
Андрій Потоцький — син, будівничий Станиславова

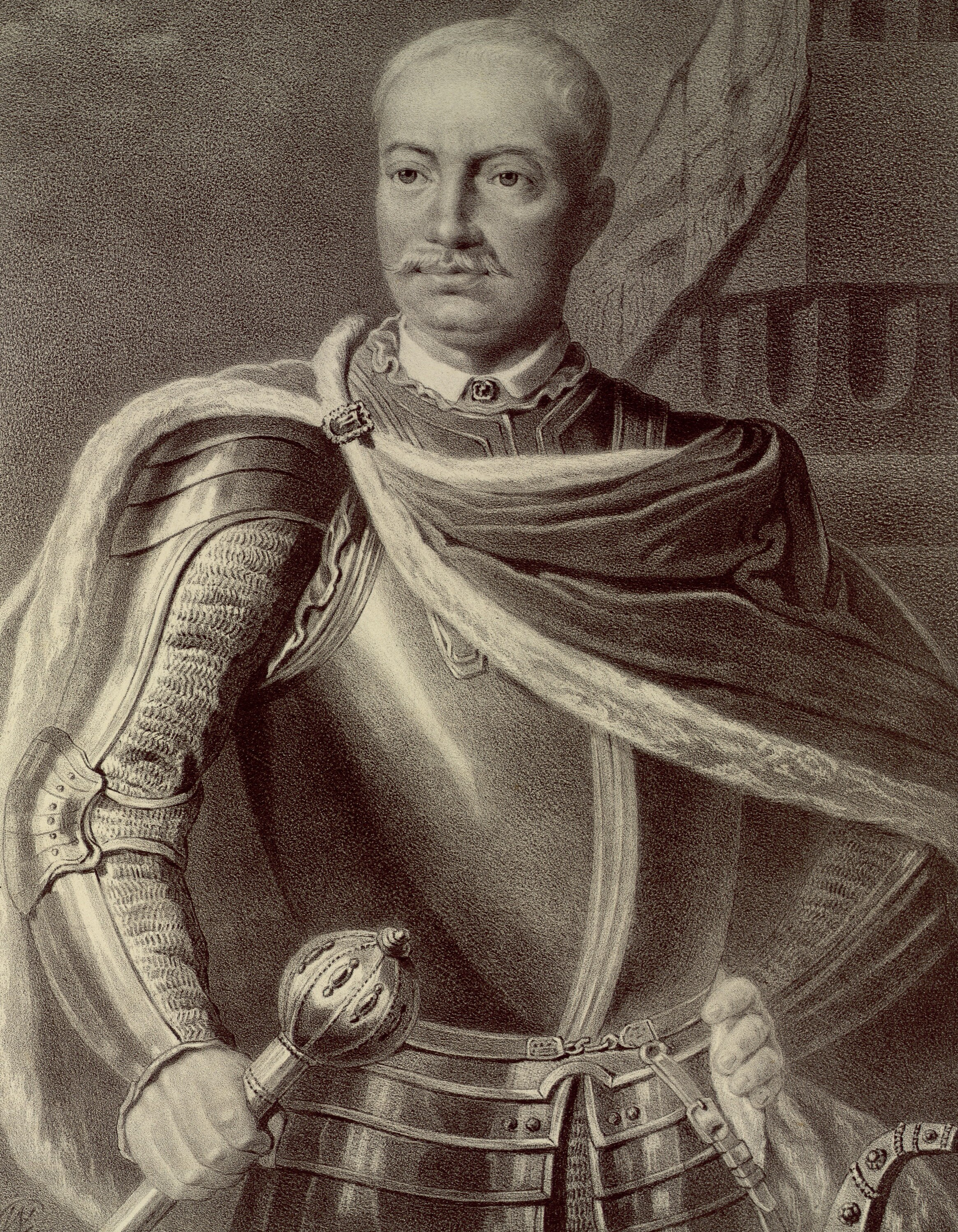
Фелікс Казимир Потоцький, син

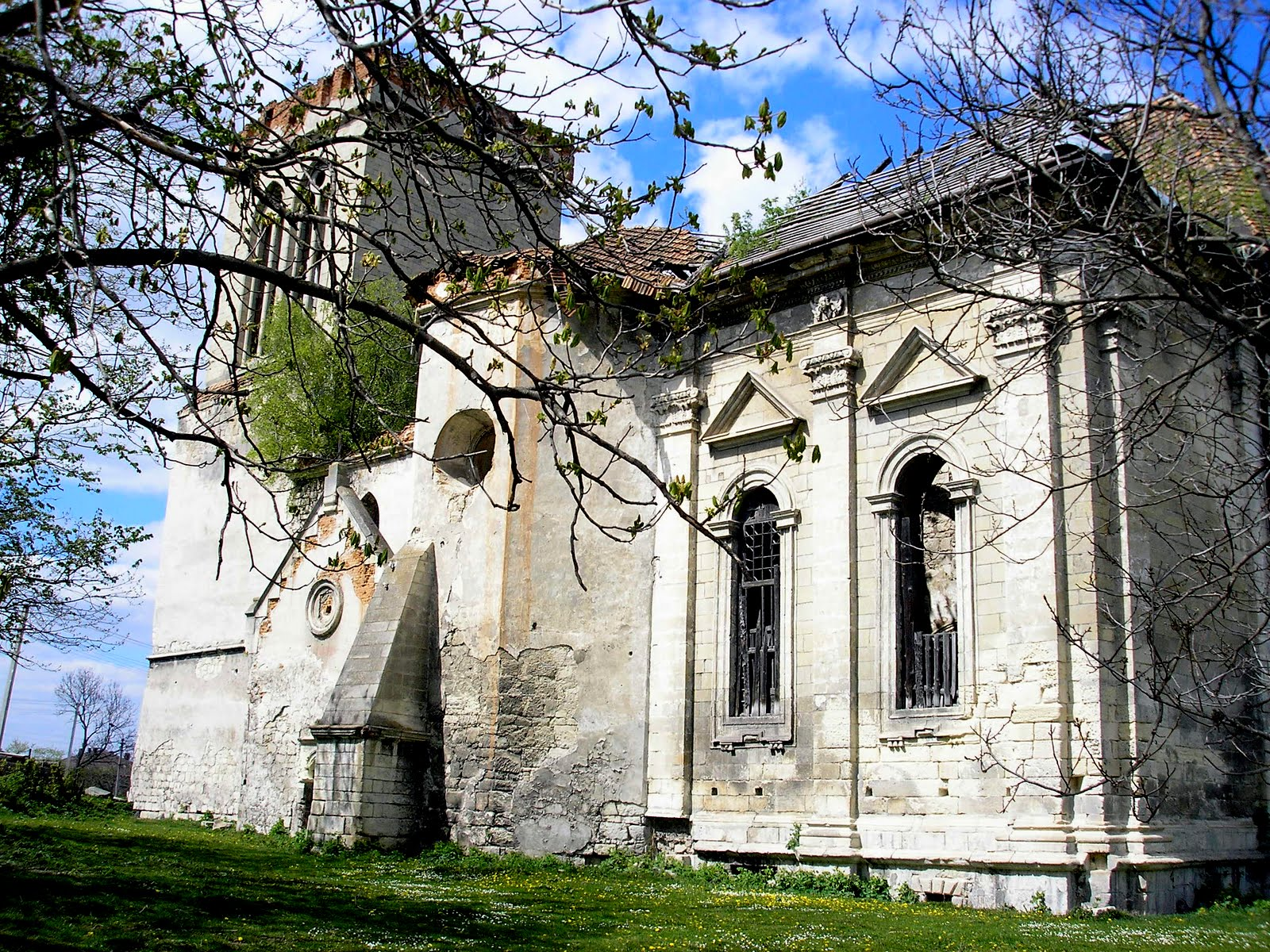
Костел Святої Трійці у Підгайцях (місце поховання)

18 серпня 1606 року згаданий старостою в Кам'янці-Подільському, хоча, певне, був державцем староства.
Початки військової кар'єри неясні. У липні 1612 року брав участь у невдалому поході стрия Стефана Потоцького на Молдову, де 16 липня військо зазнало поразки під Сасовим Рогом; тоді пішла чутка, що молодий Станіслав загинув. Брав участь у битвах під Смоленськом, Цецорою (разом із іншими подільськими та руськими шляхтичами потрапив під Могилевом в турецький полон, звідки був пізніше викуплений), Хотинській битві 1621 року. Восени 1625 р. брав участь у битві на Куруковому озері проти козаків. Був призначений королем одним з комісарів для укладення Куруківської угоди у 1625 році (згаданий тоді як подільський підкоморій).
У 1628 році взяв участь у війні зі Швецією за володіння Ливонією і Прусією, воював під проводом польного коронного гетьмана Станіслава Конецпольського. У лютому 1629 року, заступивши С. Конецпольського, який відбув на сейм до Варшави, був розбитий під Гужно шведським фельдмаршалом Германом Вранґелем.
У 1641 році викупив в Адама Єроніма Сенявського місто Підгайці, які зробив своєю резиденцією.
У 1645 році проти Ревери виступили міщани Галича на чолі з війтом Войцехом Тиравським і навіть взяли Галицький замок. 1647 року як коломийський староста був власником Нижнева. В 1648 році разом з дружиною був винен, якийсь час не сплачував львівському купцю Філіппу Дуччі 10217 злотих.
При наближенні 60-літнього віку зібрався залишати військову кар'єру; на той час був ротмістром гусарської хоругви. Після розгрому Богданом Хмельницьким 20-тисячного урядового війська під Батогом (1652 р., в якій загинув свояк Ревери польний коронний гетьман Марцін Каліновський, король Ян II Казимир призначив Реверу польним коронним гетьманом. Із цим пов'язана легенда про знайдення старовинної гетьманської булави, закопаної в землю, яку вручили Ревері.
У серпні 1653 40-тисячне військо на чолі з королем Яном II Казимиром і «Реверою» вирушило зі Львова і отаборилося під Жванцем на березі Дністра навпроти Хотина. Назустріч підійшла 40-тисячна козацько-татарська армія Богдана Хмельницького. У жовтні козаки взяли Жванець, поляки втратили 19 тисяч жовнірів. Після чергової зради Іслям III Ґерая Б. Хмельницький був змушений укласти перемир'я.
У коронній армії спалахували бунти, Ревера зволікав, намагаючись перетягнути на свій бік Івана Богуна, відсиджувався у Підгайцях. У березні 1654 р. із 7-тисячним військом виступив з Підгайців на Брацлавщину, де провів репресії; повернувся назад. Влітку 1654 року на Сеймі Реверу обрали великим коронним гетьманом, Станіслава Лянцкоронського — польним коронним гетьманом.
Після укладання Річчю Посполитою в червні 1654 року «вічного миру» з Кримом у жовтні 1654 року з 30-тисячним військом рушив на Брацлавщину для з'єднання з татарами, провів репресії проти українського населення. Під час кампанії відбулася облога козацької фортеці Буша. Взимку взяв Вінницю, котру обороняв Іван Богун, з'єднався з 15 тисячним татарським військом, обложив Умань (обороняв Іван Богун). На допомогу Б. Хмельницькому підійшло 10 тисячне московське військо Васілія Бутурліна. У великій битві під Охматовом біля Жашкова загинуло з обох боків 30000 осіб. Обидва війська розійшлися, Ревера повернувся до Підгаєць.
У липні 1655 року на балтійському узбережжі висадився шведський король Карл Х Густав. На початку вересня — шведи взяли Варшаву, згодом Краків. Хмельницький і Бутурлін увійшли в Галичину, 29 вересня обложили Львів. Річпосполитська армія почала масово здаватися в полон до шведів. Король Ян II Казимир утік до Сілезії під захист австрійського кайзера Фердинанда ІІІ Габсбурга. Ревера зайняв оборону на болотах біля Городка (30 км на захід від Львова). Проте 29 вересня козаки розгромили коронярів, сам Ревера ледь не загинув. Для Польщі настав час «Потопу». У складний період обіцяв кайзерові Фердинанду корону Речі Посполитої, врешті 13 листопада присягнув шведському королеві Карлові Х Густаву.
Непродуманий відступ Б. Хмельницького з-під Львова 8 листопада, початок народного повстання у Польщі проти шведів у грудні 1655 р., героєм якого став Стефан Чарнецький, змінили ситуацію — «Ревера» повернувся до Яна II Казимира. Через його відступництво розгорівся конфлікт зі Стефаном Чарнецьким (прагнув стати великим коронним гетьманом). Під час чергового бунту у військах «Ревера» мало не втопився в річці.
Січень 1657 р. трансільванське військо Юрія II Ракоці, з котрим Б. Хмельницький уклав військовий договір, вступило в Галичину. З ним у лютому під Перемишлем з'єдналося 20-тисячне козацьке військо Антона Ждановича. «Ревера» з 3500 кавалерії був розгромлений під Замостям. Козаки і трансильванці взяли Краків і Варшаву. Проте згодом на боці поляків виступили Австрія і Данія. Новий польний коронний гетьман Єжи-Себастьян Любомирський напав на Трансільванію і Юрій ІІ Ракоці був змушений повернутися назад. Його військо було розбите Реверою, Любомирським і Чарнецьким біля Чорного Острова на Поділлі. «Ревера» уклав з Трансільванією мир, повернувся до Підгайців. Козаки А. Ждановича збунтувалися, повернулися назад. Дізнавшись про це, Богдан Хмельницький помер. 1658 р. призначений воєводою Краківським.
Новий гетьман України Іван Виговський (мав військовий договір зі Швецією) уклав з Річчю Посполитою Гадяцький мир, за яким Україна поверталася до складу Речі Посполитої на правах автономії нарівні з Великим князівством Литовським. Проти нього розгорівся бунт, новим гетьманом обрали Юрія Хмельницького, який уклав з Москвою новий, невигідний для себе Переяславський договір 1659 року. На поміч Івану Виговському в кінці 1659 р. з Підгайців вийшло 32-тисячне військо на чолі з Реверою і рушило на Волинь. До них приєдналися 15 тисяч татар. Їм назустріч вийшли 20 тисяч козаків наказного гетьмана Тимоша Цицюри і 20 тисяч московитів Василя Шереметьєва. У вересні 1660 р. в битві під Любаром (тепер Житомирська область) річпосполитські війська отримали перемогу. У бою відзначився Ревера як командир, хоч його несли хворого на ношах, оскільки не міг сидіти на коні. Козацько-московське військо відступило до Чуднова. Сюди прямувало 30-тисячне козацьке військо на чолі з Юрієм Хмельницьким, але під Слободищем їх зупинив Єжи Себастьян Любомирський, який змусив Юрія Хмельницького підписати Слободищенський трактат проти Москви на умовах Гадяцького договору. Козаки почали переходити на бік Речі Посполитої, під Чудновом московити були розгромлені татарами, В. Шереметьєв потрапив у полон.
«Ревера» повернувся до Підгайців. Десь тоді (між 1658 та 1661 р.) вдруге одружився з Анною Могилянкою (*? — †1666), триразовою вдовою по Максиміліанові Прерембському, Янові-Сендзівою Чарнковському і Владиславові Мишковському.
У той час Україна, маючи 2 взаємовиключні договори, поринула в безкінечні громадянські війни. На противагу новому гетьманові України Павлові Тетері на Чорній Раді було обрано окремого лівобережного гетьмана Івана Брюховецького, котрий опирався на Москву. Жовтень 1663 р. польське військо на чолі з королем Яном ІІ Казимиром (прибув до Підгайців) і Реверою вирушило разом з гетьманом Тетерею на Лівобережну Україну, в січні 1664 р. обложили Глухів. У складі правобережного козацького війська був Іван Богун. Його поляки розстріляли, запідозривши у зв'язках з оборонцями Глухова. 8 березня 1664 р. «Ревера» передав командування С. Чарнецькому, повернувся до Підгайців.
«Ревера» не мав авторитету у війську, не був талановитим воєначальником, не вводив новацій, був прихильником традиційної військової тактики Станіслава Конєцпольського. Йому закидали пияцтво, схильність до надуживання посадою, репресій. Мав постійні конфлікти зі С. Чарнецьким, Єжи Себастіяном Любомирським.
Був побожним, схилив дружину Анну Могилянку до переходу на католицтво. З осені 1666 р. хворів, лікувався у шпиталі ветеранів у Львові, де помер 27 лютого 1667 р.
Ксьондз Садок Баронч вказував, що Ревера був надмір «гострий» під час покарань за розв'язаність чи непослух.
Був похований у родинній каплиці костелу Святої Трійці у Підгайцях.

## Посади
1620 р. призначений каштеляном Кам'янця, 1621 р. підкоморієм подільським, 1631 р. воєводою брацлавським, 1638–1648 рр. воєвода подільський, з 1658 р. — краківський. Від липня 1653 р. був воєводою Київським (більше номінально). Польний гетьман коронний (1652–1654 рр.), великий коронний гетьман (1654—1667 рр.).
Керував староствами галицьким (1627 р.), барським (з 1651 р.), красноставським (перед 1659 р.), долинським (з 1659 р.), городоцьким (перед 1661 р.).

## Маєтки, фундації
- костел і каплиця (Панівці)
- каплиця кармелітів (Підгайці)
- 1641 рік викупив у Сенявських місто Підгайці (тепер Тернопільська область), укріпив і розбудував його, зробивши своєю головною резиденцією.
- 1643 у став власником Отинії,[16] 1654 викупив в родини Жечковських землі в районі сіл Заболотова та Княгинина для спорудження тут фортеці проти набігів кримських татар та свого опорного пункту в Галицькій землі. Місто назвали його іменем — Станиславів. Син Ревери Анджей обніс місто валами та муром, запросив в місто вірменських купців з Молдавії і Угорщини, щоб сприяти розвитку торгівлі. Місто-фортецю спорудили в 1661–1662 р. за короткий термін (5 місяців) за проектом Франсуа (Франческо) Корассіні з Авіньйону.
- реставрація підупалого костелу кармелітів у Кам'янці-Подільському[15]

## Сім'я
Перша дружина — Зофія з Калиновських († 1645). Відомі діти:
- Анджей — будівничий Станиславова (нині Івано-Франківськ)
- Фелікс Казимир — великий гетьман коронний
- Вікторія-Єлизавета († після 1670) — дружина писаря польного коронного Єроніма-Адама Сенявського, брацлавського воєводи Анджея Потоцького
- Анна — дружина рогатинських старост Яна-Зигмунта Остророга, Зиґмунта Кароля Пшерембського (син мачухи Анни Могили).[17]

- Прокоп (помер малим).

Друга дружина Анна Могила. Дітей не мали.